# Alþingishúsið
L'Alþingishúsið (AFI ˈalθiɲcɪsˌhuːsɪð, La Casa del Parlament) és una estructura clàssica del segle xix que es troba a Austurvöllur al centre de Reykjavík, Islàndia. És la seu de l'Alþingi, el parlament islandès. L'edifici va ser dissenyat per l'arquitecte danès Ferdinand Meldahl i fou construït usant dolerita llaurada durant 1880-1881.
Alþingishúsið també ha albergat la Biblioteca Nacional i Universitària d'Islàndia i posteriorment la Galeria Nacional d'Islàndia. La Universitat d'Islàndia utilitzà la primera planta des del 1911 fins al 1940, i el President d'Islàndia va tenir les seves oficines a l'edifici fins al 1973.
Avui en dia, només el saló de plens, alguns sales de reunions petites i les oficines d'alguns dels funcionaris d'alt nivell parlamentaris es troben realment en Alþingishúsið. Les sales de reunions de les comissions, les oficines dels parlamentaris i la majoria de la secretaria de l'Alþingi es troben en altres edificis de la zona al voltant de Austurvöllur. Actualment hi ha plans per construir un nou edifici per albergar aquests despatxos i sales de reunions en l'àrea situada tot just a l'oest de l'Alþingishúsið, on hi ha avui un aparcament i alguns edificis més petits que s'utilitzen actualment per l'Alþingi i que s'incorporaran a l'edifici nou.